# Love Me Two Times
"Love Me Two Times" pjesma je američkog sastava The Doors. Prvi put se pojavljuje na albumu Strange Days. Drugi je singl objavljen s tog albuma, poslije pjesme "People Are Strange", i popeo se na 25. mjesto Billboardove ljestvice.
Ray Manzarek je konačnu verziju pjesme odsvirao na klavinetu (Hohnerovom električnom klavikordu) i čembalu, opisujući čembalo kao "najelegantnije glazbalo koji se obično ne poistovjećuje s rock and rollom."
"Love Me Two Times" smatrana je rizičnom za emitiranje na radiju pa je, na veliko razočaranje sastava, u New Havenu bila i zabranjena jer je smatrana "previše kontroverznom".
Pjesmu je napisao gitarist Robby Krieger. Po riječima članova sastava, pjesma govori o vojniku ili mornaru koji prije isplovljavanja, navodno u Vijetnamski rat, zadnji dan provodi sa svojom djevojkom. Ray Manzarek je opisao pjesmu kao: "Robby Kreigerov veliki blues / rock classic o požudi i gubitku, ili brojnim orgazmima, nisam siguran što."

## Sudjelovali na albumu
- Jim Morrison – glavni vokal
- Robby Krieger – električna gitara Gibson SG
- Ray Manzarek – sintesajzer
- John Densmore – bubnjevi

## Cover inačice
- "Love Me Two Times" obradio je sastav Aerosmith za soundtrack filma Air America 1990. (čiji producenti, Carolco Pictures, također su sudjelovali na filmu The Doors) a sastav ju je izvodio i na MTV Unplugged iste godine, gdje je glavni pjevač Steven Tyler posvetio pjesmu Jimu Morrisonu[6] Pjesma se popela na 27. mjesto američke ljestvice Mainstream Rock Tracks. Također se nalazi i na njihovom albumu Young Lust: The Aerosmith Anthology.
- Pijanist George Winston obradio je pjesmu na svom albumu Night Divides the Day – The Music of the Doors.
- "Love Me Two Times" također je obradila Joan Jett, i nalazi se na njenom albumu iz 1990., The Hit List.